# Trisetum clarkei
Trisetum clarkei är en gräsart som först beskrevs av Joseph Dalton Hooker, och fick sitt nu gällande namn av Ralph Randles Stewart. Trisetum clarkei ingår i släktet glanshavren, och familjen gräs. Inga underarter finns listade i Catalogue of Life.